# نتروبنزين
نتروبنزين هو مركب عضوي له الصيغة C6H5NO2، وهو أبسط مركبات النترو العضوية. يكون نتروبنزين على شكل سائل زيتي سام لونه أصفر، وله رائحة اللوز، ويستعمل مذيبًا، ولعمل الصابون والعطور وإنتاج الأنيلين، وضروب الطلاء.

## التسمية
يسمّى المركب باسم نتروبنزين كما يسمى حسب بعض المراجع العربية باسم نترات البنزين يعتبر مركب النترو حسب تعريف الاتحاد الدولي للكيمياء البحتة والتطبيقية (IUPAC) هو المركب الذي يحوي على مجموعة نترو (NO2-)، والتي يمكن أن تكون متصلة بذرة كربون (كما هو الحال في نتروبنزين)، أو بذرة نتروجين (كما هو الحال في مركبات نترامين، أو بذرة أكسجين (كما هو الحال في مركبات النترات العضوية). بالتالي فإن مركبات النترات العضوية هي التي لها الصيغة RONO2، والتي تعد إسترات عضوية لحمض النتريك، وهي غير متحققة في هذه الحالة.

## التحضير
حضّر مركب نتروبنزين لأول مرة سنة 1834 من الكيميائي أيلهارد ميتشرليخ Eilhard Mitscherlich.
يحضّر نتروبنزين من إجراء عملية نترتة لمركّب البنزين باستخدام مزيج مركّز من حمض الكبريتيك وحمض النتريك، واللذان يتفاعلا ليشكّلا أيون النترونيوم +NO2 (أو أيون النتريل):
{\displaystyle \mathrm {H_{2}SO_{4}+HNO_{3}\rightarrow HSO_{4}^{-}+H_{2}O+NO_{2}^{+}} }
يتفاعل أيون النترونيوم النشيط كيميائياً مع البنزين وفق آلية استبدال عطري شغوف بالإلكترونات ليشكل نتروبنزين:
{\displaystyle \mathrm {NO_{2}^{+}+C_{6}H_{6}\rightarrow C_{6}H_{5}NO_{2}+H^{+}} }
يعد تفاعل تحضير نتروبنزين أحد أخطر تفاعلات التحضير في الصناعات الكيميائية، إذ أن التفاعل ناشر للحرارة بشكل كبير (ΔH = −117 كيلوجول/مول).
بلغ الإنتاج العالمي من نتروبنزين سنة 1985 حوالي 1.7 مليون طن.

## الخصائص
- يكون نتروبنزين في الشروط العادية على شكل سائل زيتي أصفر اللون، له رائحة تشبه رائحة زيت اللوز المر. وهو مركب سام وقابل للاشتعال.
- ينحل نتروبنزين بصعوبة في الماء، لكنه بالمقابل ينحل بسهولة في الكحولات وغيرها من المذيبات العضوية.
- عند درجات حرارة مرتفعة يتفاعل نتروبنزين مع الماء بوجود آثار من النيكل إلى الأنيلين.

## الاستخدامات
يستخدم نتروبنزين بشكل أساسي (حوالي 95%) كمركب طليعي من أجل تحضير الأنيلين، والذي يستخدم بدوره في العديد من الصناعات الكيميائية المهمة مثل صناعة المطاط والأصبغة والمبيدات الحشرية، بالإضافة إلى تحضير المستحضرات الصيدلانية مثل باراسيتامول.

## روابط خارجية
- International Chemical Safety Card 0065
- NIOSH Pocket Guide to Chemical Hazards
- IARC Monograph: "Nitrobenzene"
- US EPA factsheet